# Mikołaj Burda

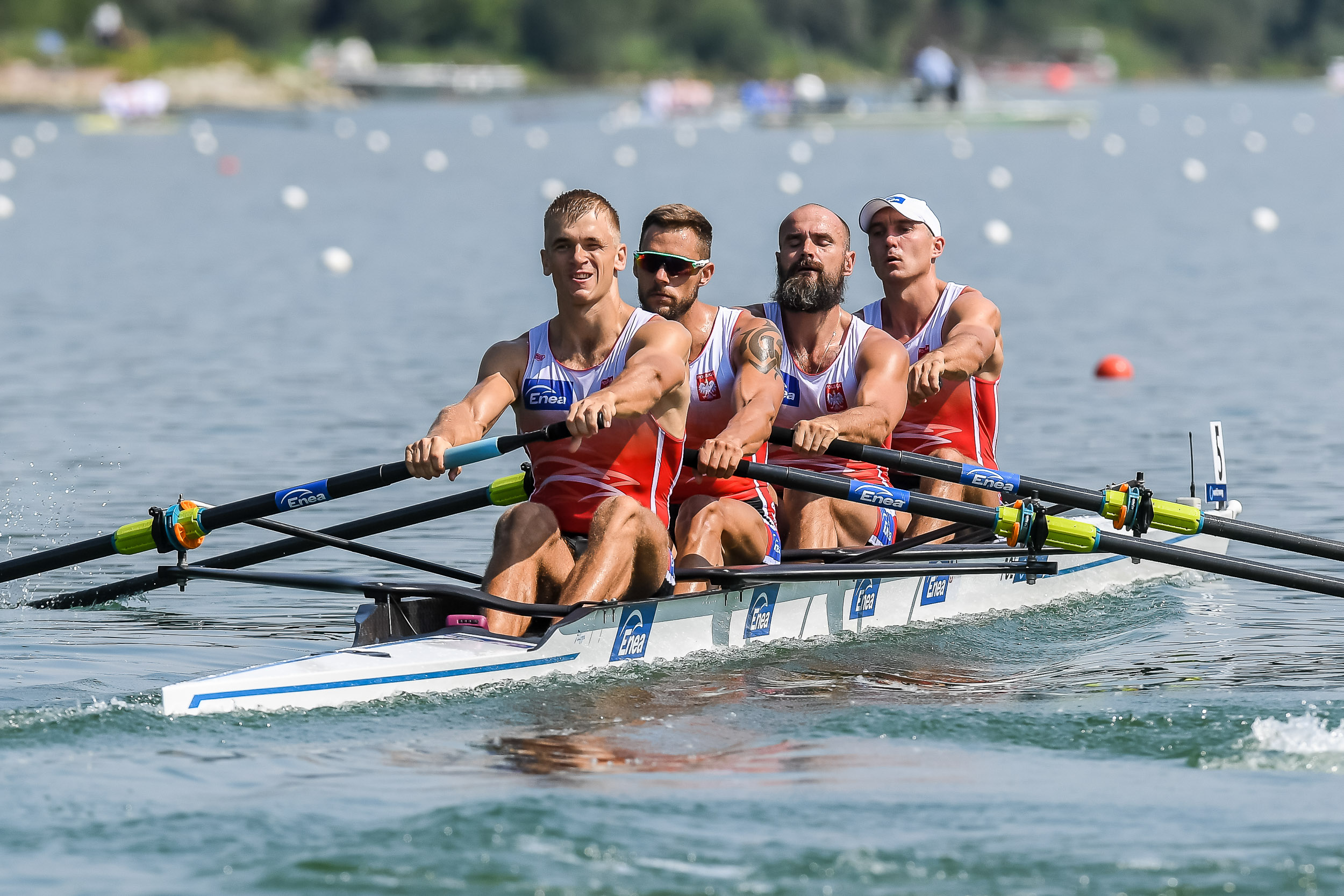
Mistrzowie świata 2019 – M. Burda trzeci od lewej

Mikołaj Burda (ur. 8 lipca 1982 w Toruniu) – polski wioślarz, mistrz świata (2019), trzykrotny mistrz Europy. Jest wychowankiem KW Gopło Kruszwica, od 1998 roku zawodnik LOTTO-Bydgostia Bydgoszcz pod opieką trenera Mariana Drażdżewskiego.
W 2009 roku za osiągnięcia sportowe został odznaczony Złotym Krzyżem Zasługi. Jest laureatem Wielkiej Honorowej Nagrody Sportowej za 2019 rok.

## Igrzyska olimpijskie
Na igrzyskach zadebiutował w 2004 roku w Atenach. W ósemce zajął drugie miejsce w finale B i ostatecznie został sklasyfikowany na ósmej pozycji. Cztery lata później w Pekinie ponownie wystąpił w ósemce. Tym razem zdołał awansować do finału A, zajmując w nim piąte miejsce. Na igrzyskach olimpijskich w 2012 roku w Londynie po raz trzeci uczestniczył w najważniejszych zawodach wioślarskich. W konkurencji ósemek wygrał finał B i został sklasyfikowany na siódmej pozycji. W 2016 roku awansował do finał A ósemek po repasażach, ale tam zajął piątą pozycję.

## Inne sukcesy międzynarodowe
Mikołaj Burda startując na ósemce zdobywał tytuły mistrza świata (MŚ juniorów w 1999) oraz mistrza Europy (MŚ seniorów w 2009, 2011 i 2012), a ponadto cztery srebrne i jeden brązowy medal mistrzostw Europy seniorów.
Największe sukcesy odniósł jednak w 2019 roku na czwórce bez sternika. Na mistrzostwach Europy zdobył srebro, a następnie został mistrzem świata.

## Wyniki
| Rok  | Zawody                      | Miejsce                  | Konkurencja          | Czas             | Pozycja     |
| ---- | --------------------------- | ------------------------ | -------------------- | ---------------- | ----------- |
| 1999 | Mistrzostwa świata juniorów | Płowdiw                  | Ósemka               | Finał A: 5:24,13 | 1. miejsce  |
| 2000 | Mistrzostwa świata juniorów | Zagrzeb                  | Dwójka bez sternika  | Finał A: 6:42,39 | 2. miejsce  |
| 2001 | Mistrzostwa świata juniorów | Lucerna                  | Ósemka               | Finał B: 5:42,27 | 12. miejsce |
| 2002 | Mistrzostwa świata          | Sewilla                  | Ósemka               | Finał B: 5:41,71 | 11. miejsce |
| 2003 | Mistrzostwa świata          | Mediolan                 | Ósemka               | Finał B: 5:43,80 | 8. miejsce  |
| 2004 | Igrzyska olimpijskie        | Ateny                    | Ósemka               | Finał B: 5:50,68 | 8. miejsce  |
| 2005 | Mistrzostwa świata          | Gifu                     | Ósemka               | Finał A: 5:27,61 | 5. miejsce  |
| 2006 | Mistrzostwa świata          | Eton                     | Ósemka               | Finał A: 5:34,02 | 6. miejsce  |
| 2007 | Mistrzostwa świata          | Monachium                | Ósemka               | Finał A: 5:43,63 | 5. miejsce  |
| 2007 | Mistrzostwa Europy          | Poznań                   | Ósemka               | Finał A: 5:47,93 | 2. miejsce  |
| 2008 | Igrzyska olimpijskie        | Pekin                    | Ósemka               | Finał A: 5:31,42 | 5. miejsce  |
| 2008 | Mistrzostwa Europy          | Ateny                    | Ósemka               | Finał A: 5:33.11 | 3. miejsce  |
| 2009 | Mistrzostwa świata          | Poznań                   | Ósemka               | Finał A: 5:28,40 | 4. miejsce  |
| 2009 | Mistrzostwa Europy          | Brześć                   | Ósemka               | Finał A: 5:43,80 | 1. miejsce  |
| 2010 | Mistrzostwa Europy          | Montemor-o-Velho         | Ósemka               | Finał A: 5:54,22 | 2. miejsce  |
| 2010 | Mistrzostwa świata          | Karapiro                 | Ósemka               | Finał B: 5:40,86 | 8. miejsce  |
| 2011 | Mistrzostwa świata          | Bled                     | Ósemka               | Finał A: 5:32,16 | 5. miejsce  |
| 2011 | Mistrzostwa Europy          | Płowdiw                  | Ósemka               | Finał A: 5:37,38 | 1. miejsce  |
| 2012 | Igrzyska olimpijskie        | Londyn                   | Ósemka               | Finał B: 5:57,67 | 7. miejsce  |
| 2012 | Mistrzostwa Europy          | Varese                   | Ósemka               | Finał A: 5:33,23 | 1. miejsce  |
| 2013 | Mistrzostwa Europy          | Sewilla                  | Ósemka               | Finał A: 6:00,31 | 2. miejsce  |
| 2013 | Mistrzostwa świata          | Chungju                  | Ósemka               | Finał A: 5:35,59 | 4. miejsce  |
| 2014 | Mistrzostwa Europy          | Belgrad                  | Ósemka               | Finał A: 5:35,63 | 4. miejsce  |
| 2014 | Mistrzostwa świata          | Amsterdam                | Ósemka               | Finał A: 5:26,90 | 3. miejsce  |
| 2015 | Mistrzostwa Europy          | Poznań                   | Ósemka               | Finał A: 5:30,74 | 4. miejsce  |
| 2015 | Mistrzostwa świata          | Lac d’Aiguebelette       | Ósemka               | Finał B: 5:29,24 | 7. miejsce  |
| 2016 | Mistrzostwa Europy          | Brandenburg an der Havel | Ósemka               | Finał A: 6:23,14 | 5. miejsce  |
| 2016 | Igrzyska olimpijskie        | Rio de Janeiro           | Ósemka               | Finał A: 5:34,62 | 5. miejsce  |
| 2017 | Mistrzostwa Europy          | Račice                   | Ósemka               | Finał A: 5:30,91 | 2. miejsce  |
| 2018 | Mistrzostwa Europy          | Glasgow                  | Ósemka               | Repasaż: 5:35,93 | 7. miejsce  |
| 2018 | Mistrzostwa świata          | Płowdiw                  | Czwórka bez sternika | Finał B: 5:50,87 | 7. miejsce  |
| 2019 | Mistrzostwa Europy          | Lucerna                  | Czwórka bez sternika | Finał A: 5:53,90 | 2. miejsce  |
| 2019 | Mistrzostwa świata          | Ottensheim               | Czwórka bez sternika | Finał A: 6:09,86 | 1. miejsce  |
| 2020 | Mistrzostwa Europy          | Poznań                   | Czwórka bez sternika | Finał A: 6:05,08 | 3. miejsce  |
| 2021 | Mistrzostwa Europy          | Varese                   | czwórka bez sternika | Finał A: 6:03,68 | 5. miejsce  |
| 2021 | Igrzyska Olimpijskie        | Tokio                    | czwórka bez sternika | Finał B: 6:03,38 | 7. miejsce  |
| 2022 | Mistrzostwa Europy          | Monachium                | czwórka bez sternika | Finał A: 6:23,52 | 4. miejsce  |
| 2022 | Mistrzostwa Świata          | Racice                   | czwórka bez sternika | Finał B: 5:59,56 | 9. miejsce  |
| 2023 | Mistrzostwa Europy          | Bled                     | czwórka bez sternika | Finał A: 5:58,94 | 5. miejsce  |
| 2023 | Mistrzostwa Świata          | Belgrad                  | czwórka bez sternika | Finał C: 5:58,76 | 13. miejsce |
| 2024 | Mistrzostwa Europy          | Szeged                   | czwórka bez sternika | Finał B: 6:35,15 | 7. miejsce  |